# Filips VII van Waldeck-Wildungen
Graaf Filips VII van Waldeck-Wildungen (Wildungen, 25 november 1613 – Jankov, Bohemen, 24 februari 1645), Duits: Philipp VII. Graf von Waldeck-Wildungen (officiële titels: Graf zu Waldeck und Pyrmont, Herr zu Tonna), was een graaf uit het Huis Waldeck. Hij was sinds 1638 graaf van Waldeck-Wildungen.

## Biografie
Filips werd geboren op Slot Eisenberg op 25 november 1613 als de tweede zoon van graaf Christiaan van Waldeck-Wildungen en gravin Elisabeth van Nassau-Siegen. Als de oudste overlevende zoon volgde Filips begin 1638 zijn vader op, terwijl zijn jongere broer Johan II graaf van Waldeck-Landau werd. Het graafschap Waldeck-Wildungen zat, net als het gehele graafschap Waldeck, zwaar in de schulden. Aan de financiële nood in het graafschap veranderde niets toen de graven van Waldeck in 1640 de heerlijkheid Tonna als leen verkregen. De heerlijkheid werd in 1677 verkocht aan hertog Frederik I van Saksen-Gotha-Altenburg.
Een belangrijke en, naar later bleek, noodlottige gebeurtenis tijdens de regering van Filips was de tijd dat Zweedse troepen hun kamp opsloegen in Wildungen. De opperbevelhebber, Johan Banér, was in augustus 1640 met ongeveer 70.000 man naar de stad gemarcheerd, terwijl niet ver daarvandaan de keizerlijke troepen onder aartshertog Leopold Willem en Ottavio Piccolomini in Fritzlar waren gelegerd. Er heeft geen veldslag plaatsgevonden. Maar de soldaten gebruikten de voorraden van de stad en verwoestten de dorpen op het omliggende platteland. Op 15 september brak Banér weer op.
Mateloos geërgerd door de schade die de Zweden zijn graafschap hadden toegebracht, wisselde Filips van partij en koos de zijde van keizer Ferdinand III, aan wie hij zich in 1643 ter beschikking stelde. De keizer benoemde hem tot kolonel en belastte hem met een regiment cavalerie genaamd ‘Waldeck’.
Op 24 februari 1645 werd de 31-jarige Filips in de Slag bij Jankov in Bohemen, waarbij de Beierse en keizerlijke troepen door de Zweedse generaal Lennart Torstenson werden verslagen, gevangengenomen en – tegen het oorlogsrecht in – doodgeschoten. Filips werd opgevolgd door zijn oudste zoon Christiaan Lodewijk. Deze stond tot 1660 onder regentschap van zijn moeder.

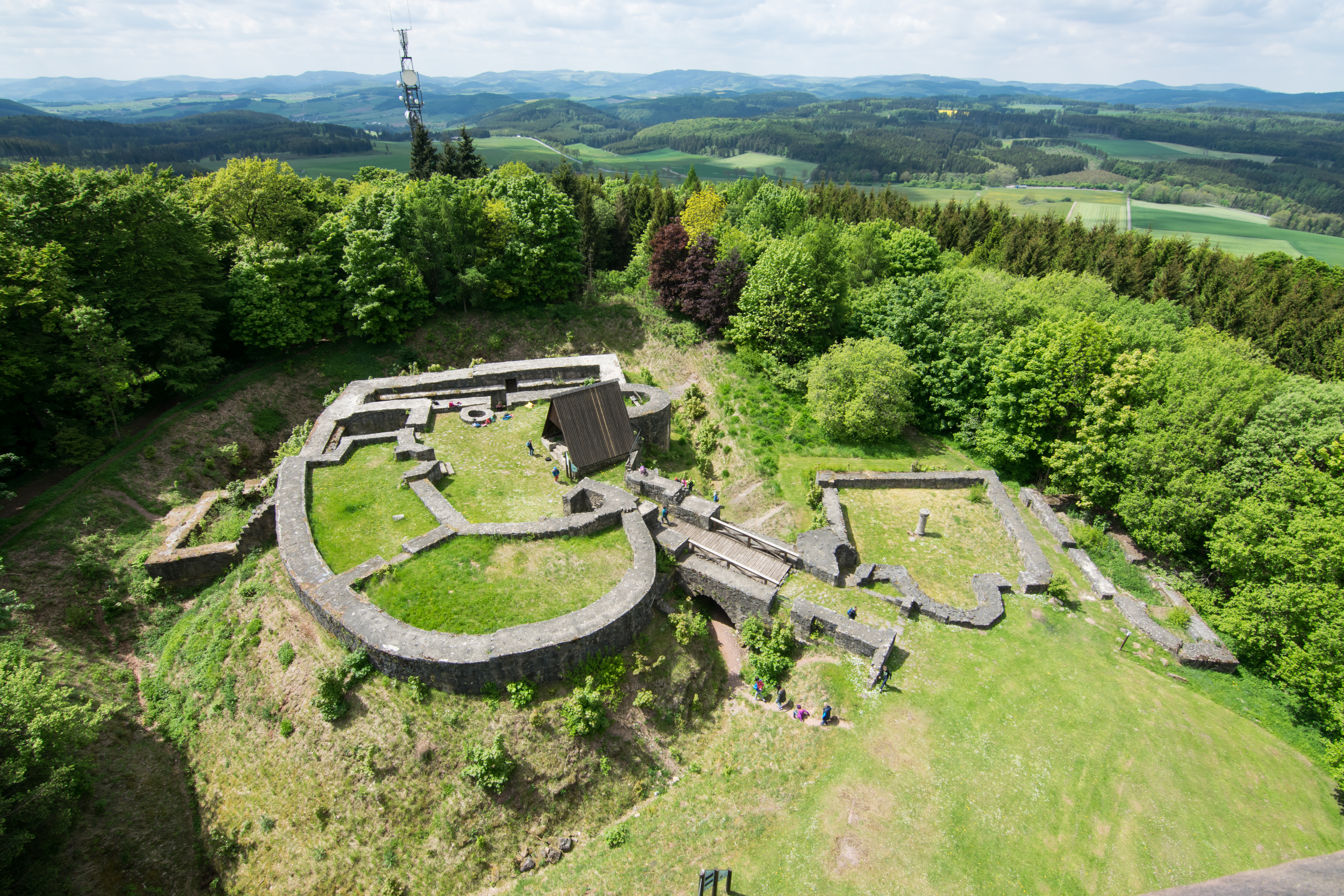
De ruïne van Slot Eisenberg in 2015.
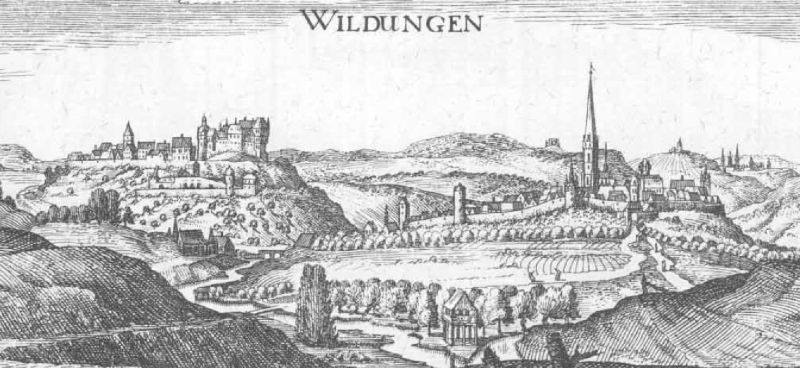
Wildungen in 1655. Gravure van Matthäus Merian.
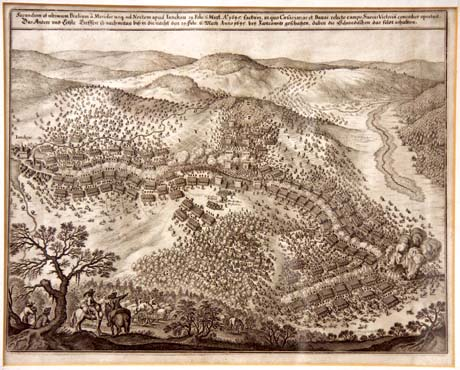
Kopergravure van de Slag bij Jankov.

## Huwelijk en kinderen
Filips huwde in Frankfurt op 26 oktober 1634 met gravin Anna Catharina van Sayn-Wittgenstein (Simmern, 27 juli 1610 – Kleinern, december 1690), dochter van graaf Lodewijk II van Sayn-Wittgenstein en gravin Elisabeth Juliana van Solms-Braunfels. Uit dit huwelijk werden de volgende kinderen geboren:
1. Christiaan Lodewijk (Waldeck, 29 juli 1635 – Landau, 12 december 1706), volgde in 1645 zijn vader op als graaf van Waldeck-Wildungen. Huwde eerst op 2 juli 1658 met Anna Elisabeth van Rappoltstein (Rappoltstein, 7 maart 1644 – Landau, 6 december 1676) en hertrouwde in Idstein op 6 juni 1680Jul.[noot 3] met Johannetta van Nassau-Idstein (Idstein, 14 september 1657 – Landau, 14 maart 1733).
2. Josias II (Wildungen, 31 juli 1636Jul.[noot 4] – Kandia, 8 augustus 1669Greg.[noot 5]), verkreeg in 1660 het Amt Wildungen als apanage. Huwde op Slot Arolsen op 26 januari 1660[noot 6] met gravin Wilhelmina Christina van Nassau-Siegen (1629[noot 7] – Hildburghausen, 22 januari 1700[noot 8]).
3. Juliana Elisabeth (1 augustus 1637 – Reinhardshausen, 20 mei 1707), huwde op Slot Arolsen op 27 januari 1660 met graaf Hendrik Wolraad van Waldeck-Eisenberg (Culemborg, 28 maart 1642 – Graz, 15 juli 1664).
4. Anna Sophia (Waldeck, 1 januari 1639 – 3 oktober 1646).
5. Johanna (Waldeck, 30 september 1639 – Waldeck, 2 oktober 1639).
6. Philippina (19 november 1643 – 3 augustus 1644).

## Voorouders
| Voorouders van graaf Filips VII van Waldeck-Wildungen | Voorouders van graaf Filips VII van Waldeck-Wildungen                                                            | Voorouders van graaf Filips VII van Waldeck-Wildungen                                                            | Voorouders van graaf Filips VII van Waldeck-Wildungen                                       | Voorouders van graaf Filips VII van Waldeck-Wildungen                                       | Voorouders van graaf Filips VII van Waldeck-Wildungen                                                     | Voorouders van graaf Filips VII van Waldeck-Wildungen                                                     | Voorouders van graaf Filips VII van Waldeck-Wildungen                                                     | Voorouders van graaf Filips VII van Waldeck-Wildungen                                                      |
| ----------------------------------------------------- | --- | --- | ------------------------------------------------------------------------------------------- | ------------------------------------------------------------------------------------------- | --- | --- | --- | --- |
| Betovergrootouders                                    | Filips III van Waldeck-Eisenberg (1486–1539) ⚭ 1503 Adelheid van Hoya (1475–1513)                                | Hendrik XXXII van Schwarzburg-Blankenburg (1499–1538) ⚭ 1524 Catharina van Henneberg-Schleusingen (1508–1567)    | Wolfgang van Barby en Mühlingen (1502–1564) ⚭ 1526 Agnes van Mansfeld-Hinterort (1511–1558) | Johan II van Anhalt-Zerbst (1504–1551) ⚭ 1534 Margaretha van Brandenburg (1511–1577)        | Willem I ‘de Rijke’ van Nassau-Siegen (1487–1559) ⚭ 1531 Juliana van Stolberg-Wernigerode (1506–1580)     | George III van Leuchtenberg (1502–1555) ⚭ 1528 Barbara van Brandenburg-Ansbach (1495–1552)                | Hendrik VIII van Waldeck-Wildungen (1465–1513) ⚭ vóór 1492 Anastasia van Runkel (?–1502/03)               | Salentijn VII van Isenburg-Grenzau (vóór 1470–1534) ⚭ Elisabeth van Hunolstein-Neumagen (ca. 1475–1536/38) |
| Overgrootouders                                       | Wolraad II ‘de Geleerde’ van Waldeck-Eisenberg (1509–1578) ⚭ 1546 Anastasia Günthera van Schwarzburg (1526–1570) | Wolraad II ‘de Geleerde’ van Waldeck-Eisenberg (1509–1578) ⚭ 1546 Anastasia Günthera van Schwarzburg (1526–1570) | Albrecht X van Barby en Mühlingen (1534–1588) ⚭ 1559 Maria van Anhalt-Zerbst (1538–1563)    | Albrecht X van Barby en Mühlingen (1534–1588) ⚭ 1559 Maria van Anhalt-Zerbst (1538–1563)    | Johan VI ‘de Oude’ van Nassau-Siegen (1536–1606) ⚭ 1559 Elisabeth van Leuchtenberg (1537–1579)            | Johan VI ‘de Oude’ van Nassau-Siegen (1536–1606) ⚭ 1559 Elisabeth van Leuchtenberg (1537–1579)            | Filips IV van Waldeck-Wildungen (1493–1574) ⚭ 1554 Jutta van Isenburg-Grenzau (?–1564)                    | Filips IV van Waldeck-Wildungen (1493–1574) ⚭ 1554 Jutta van Isenburg-Grenzau (?–1564)                     |
| Grootouders                                           | Josias I van Waldeck-Eisenberg (1554–1588) ⚭ 1582 Maria van Barby en Mühlingen (1563–1619)                       | Josias I van Waldeck-Eisenberg (1554–1588) ⚭ 1582 Maria van Barby en Mühlingen (1563–1619)                       | Josias I van Waldeck-Eisenberg (1554–1588) ⚭ 1582 Maria van Barby en Mühlingen (1563–1619)  | Josias I van Waldeck-Eisenberg (1554–1588) ⚭ 1582 Maria van Barby en Mühlingen (1563–1619)  | Johan VII ‘de Middelste’ van Nassau-Siegen (1561–1623) ⚭ 1581 Magdalena van Waldeck-Wildungen (1558–1599) | Johan VII ‘de Middelste’ van Nassau-Siegen (1561–1623) ⚭ 1581 Magdalena van Waldeck-Wildungen (1558–1599) | Johan VII ‘de Middelste’ van Nassau-Siegen (1561–1623) ⚭ 1581 Magdalena van Waldeck-Wildungen (1558–1599) | Johan VII ‘de Middelste’ van Nassau-Siegen (1561–1623) ⚭ 1581 Magdalena van Waldeck-Wildungen (1558–1599)  |
| Ouders                                                | Christiaan van Waldeck-Wildungen (1585–1637) ⚭ 1604 Elisabeth van Nassau-Siegen (1584–1661)                      | Christiaan van Waldeck-Wildungen (1585–1637) ⚭ 1604 Elisabeth van Nassau-Siegen (1584–1661)                      | Christiaan van Waldeck-Wildungen (1585–1637) ⚭ 1604 Elisabeth van Nassau-Siegen (1584–1661) | Christiaan van Waldeck-Wildungen (1585–1637) ⚭ 1604 Elisabeth van Nassau-Siegen (1584–1661) | Christiaan van Waldeck-Wildungen (1585–1637) ⚭ 1604 Elisabeth van Nassau-Siegen (1584–1661)               | Christiaan van Waldeck-Wildungen (1585–1637) ⚭ 1604 Elisabeth van Nassau-Siegen (1584–1661)               | Christiaan van Waldeck-Wildungen (1585–1637) ⚭ 1604 Elisabeth van Nassau-Siegen (1584–1661)               | Christiaan van Waldeck-Wildungen (1585–1637) ⚭ 1604 Elisabeth van Nassau-Siegen (1584–1661)                |